# Personskydd

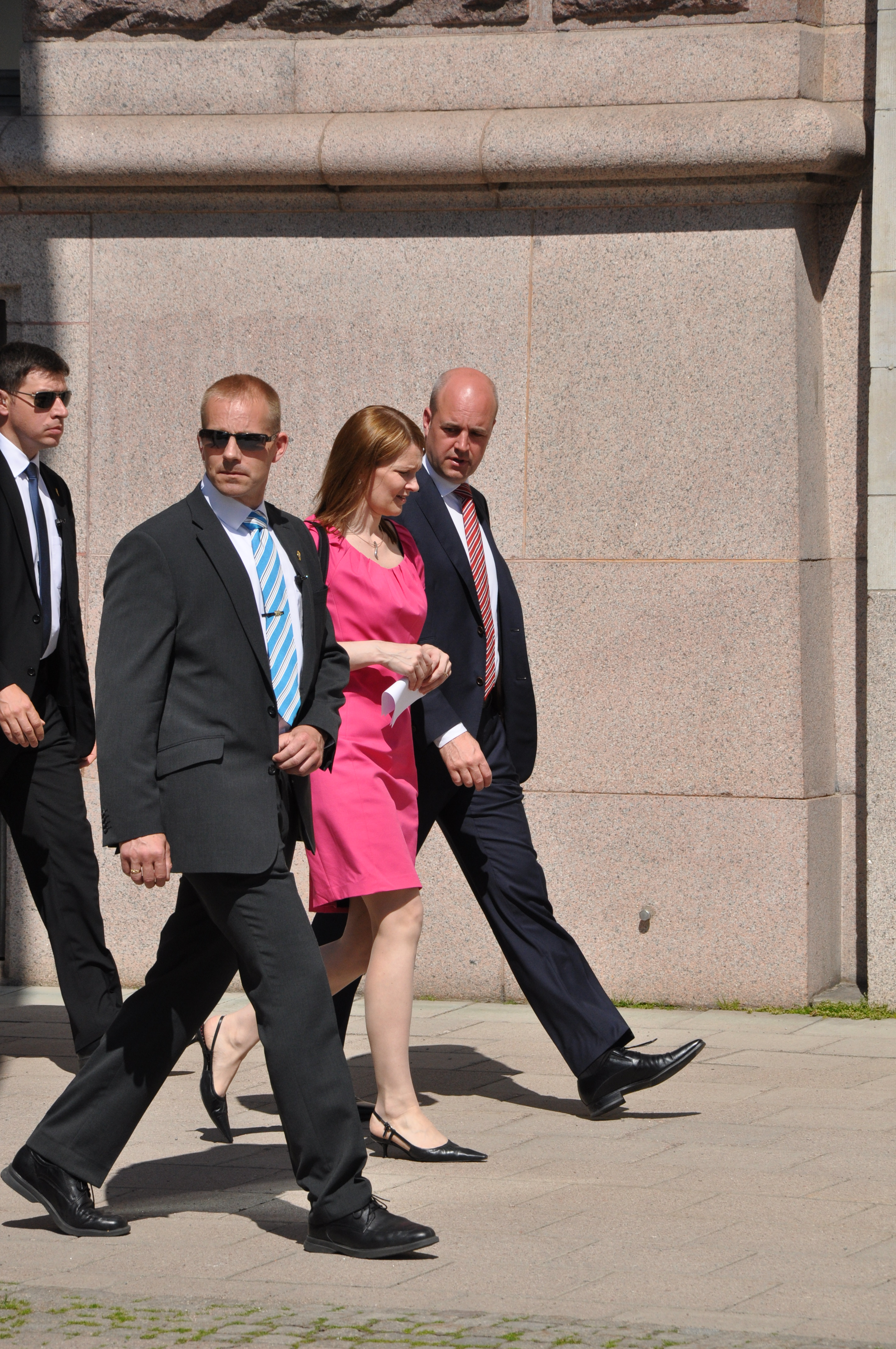
Sveriges statsminister Fredrik Reinfeldt tillsammans med Finlands dåvarande statsminister Mari Kiviniemi i Stockholm 2010 med livvakter tätt inpå.

Med personskydd menas vanligtvis skydd för en persons fysiska och psykiska hälsa. I Sverige utförs personskydd antingen av personskyddsväktare anställda på ett bevakningsföretag med auktorisation för personskydd, personskyddskompaniet vid militärpolisen eller av specialutbildade livvakter inom Säkerhetspolisen.

## Personskydd i Sverige

### Uppdrag
Olika typer av personskyddsuppdrag kan omfatta, men inte begränsas till skydd av 
- hotade av våld i nära relationer (personskyddsväktare på uppdrag av polismyndigheten)
- vittnen till exempel vid sjukhusbesök. (personskyddsväktare på uppdrag av polismyndigheten)
- privatpersoner (personskyddsväktare på uppdrag av personen själv)
- företagspersonal till exempel nyckelpersoner (personskyddsväktare på uppdrag av företaget)
- samhällsviktiga personer (personskyddsväktare eller livvakter från säkerhetspolisen)

### Utförande
- Hotbildsbedömning, genom att göra en sammanställning av det hot, eller de riskfaktorer som är aktuella för den person som skall skyddas.

Bevakning handlar i första hand om förebyggande säkerhetsarbete och kan omfatta att
- rekognosera och välja platser där objektet (personen) kommer att finnas för att minimera riskerna för objektet.
- planera färdvägar och alternativa färdvägar.
- ordna säkra platser att transportera objektet till vid behov. En bepansrad bil kan vara en sådan plats.
- se till att det finns bra sätt att evakuera objektet på när något går fel.
- fysiskt skydda objektet vid evenemang som inte går att undvika.

### Beväpning
Skyddet får utföras väpnat om polismyndigheten godkänt detta och om den som utför personskyddet har rätt utbildningar.

### Säpos personskydd
I början av 2010-talet fick cirka 400 befattningshavare som ingick i centrala statsledningen, bland andra kungen och statsministern, skydd av Säpos enhet för personskydd. Dessutom ansvarar Säpo för personskydd av utländska beskickningar i Sverige. Enheten hade i början av 2010-talet  en livvaktsstyrka på cirka 130 personer.

### Försvarsmaktens personskydd
Försvarsmaktens personskydd är organiserat  i 116:e personskyddskompaniet, under Militärpolisen. De har till uppgift att ge  personskydd i högriskområden.